# Глигорије Лазић
Глигорије (Григорије) „Глиша” Лазић (Сремски Карловци, 26. фебруар 1870 — Сремски Карловци, 21. октобар 1917) је био српски професор и преводилац.

## Биографија

### Породица
Деда Григорије био је професор Карловачке гимназије, природњак, филолог и аутор првог уџбеника из физике на српском језику - Кратко руководство к физики (1822). Отац Стеван био је професор, филолог, књижевник и дугогодишњи директор Карловачке гимназије.

### Образовање и професорска каријера
Гимназију је похађао у Сремским Карловцима и Осијеку. Потом је уписао студије филозофије у Бечу. Током студија је био библиотекар Удружења српских студената у Бечу „Зора” (1888).
Радни век провео је као професор Карловачке гимназије, у којој је радио све до Првог светског рата. Предавао је латински и грчки језик.

### Чланство у научним установама и струковним удружењима
За редовног члана Матице српске изабран је 1902. године, а затим је био члан њеног Књижевног одељења (1904) и Одбора Књижевног одељења (1906—1913).
Био је члан Надзорног одбора Друштва српских књижевника, новинара и уметника „Змај” у Београду (1907).

### Педагодија и историја
Радове са педагошком и историјском тематиком објављивао је у Извештајима и Програму Карловачке гимназије (Поглед на школу и положај учитеља код Римљана, 1894-1895; Класична настава у гимназији и реформа њена, 1895-1896; De Ciceronis librorum de legibus tempore et compositione libri primi / О садржини и времену прве Цицеронове књиге о законима, 1900-1901; Стварно тумачење грчких и римских писаца, 1901-1902; De compositione secundi et tertii Ciceronis librorum de legibus / О садржини друге и треће Цицеронове књиге о законима, 1903-1904).

### Преводи
Превод с грчког Платоновог дијалога Лахит или о храбрости објавио је 1895. у Летопису Матице српске.